# Kvalifikace na Mistrovství Evropy ve fotbale 1996 – skupina 6
Zápasy 6. kvalifikační skupiny na Mistrovství Evropy ve fotbale 1996 se konaly v období od 20. dubna 1994 do 15. listopadu 1995. Ze šesti účastníků si postup do závěrečného turnaje zajistil reprezentační tým Portugalska. Irsko se jako jeden z nejhorších týmů žebříčku celků na druhých místech zúčastnilo baráže.

## Výsledky
Domácí mužstva jsou psána v řádku, hostující ve sloupečku.
|    | Skupina 6       | Portugalsko | Irsko | Severní Irsko | Rakousko | Lotyšsko | Lichtenštejnsko |
| 1. | Portugalsko     |             | 3:0   | 1:1           | 1:0      | 3:2      | 8:0             |
| 2. | Irsko           | 1:0         |       | 1:1           | 1:3      | 2:1      | 4:0             |
| 3. | Severní Irsko   | 1:2         | 0:4   |               | 5:3      | 1:2      | 4:1             |
| 4. | Rakousko        | 1:1         | 3:1   | 1:2           |          | 5:0      | 7:0             |
| 5. | Lotyšsko        | 1:3         | 0:3   | 0:1           | 3:2      |          | 1:0             |
| 6. | Lichtenštejnsko | 0:7         | 0:0   | 0:4           | 0:4      | 0:1      |                 |

## Tabulka
| Poř. | Tým             | Z  | V | R | P | VG | OG | B  |
| ---- | --------------- | -- | - | - | - | -- | -- | -- |
| 1.   | Portugalsko     | 10 | 7 | 2 | 1 | 29 | 7  | 23 |
| 2.   | Irsko           | 10 | 5 | 2 | 3 | 17 | 11 | 17 |
| 3.   | Severní Irsko   | 10 | 5 | 2 | 3 | 20 | 15 | 17 |
| 4.   | Rakousko        | 10 | 5 | 1 | 4 | 29 | 14 | 16 |
| 5.   | Lotyšsko        | 10 | 4 | 0 | 6 | 11 | 20 | 12 |
| 6.   | Lichtenštejnsko | 10 | 0 | 1 | 9 | 1  | 40 | 1  |

## Zápasy
| 20. 4. 1994                       |       |                 |                                                                           |
| Severní Irsko                     | 4 – 1 | Lichtenštejnsko | Windsor Park, Belfast diváci: 7 150 rozhodčí: Roelof Luinge (Netherlands) |
| Quinn 5', 23' Lomas 25' Dowie 48' |       | Hasler 84'      | Windsor Park, Belfast diváci: 7 150 rozhodčí: Roelof Luinge (Netherlands) |

| 7. 9. 1994 |       |                                       |                                                                       |
| Lotyšsko   | 0 – 3 | Irsko                                 | Daugavas stadions, Riga diváci: 3 226 rozhodčí: Anders Frisk (Sweden) |
|            |       | Aldridge 16', 75' (pen.) Sheridan 29' | Daugavas stadions, Riga diváci: 3 226 rozhodčí: Anders Frisk (Sweden) |

| 7. 9. 1994      |       |                                  |                                                                    |
| Lichtenštejnsko | 0 – 4 | Rakousko                         | Sportpark, Eschen diváci: 5 800 rozhodčí: Wieland Ziller (Germany) |
|                 |       | Polster 18', 45', 78' Aigner 22' | Sportpark, Eschen diváci: 5 800 rozhodčí: Wieland Ziller (Germany) |

| 7. 9. 1994       |       |                           |                                                                      |
| Severní Irsko    | 1 – 2 | Portugalsko               | Windsor Park, Belfast diváci: 6 000 rozhodčí: Rune Pedersen (Norway) |
| Quinn 58' (pen.) |       | Rui Costa 8' Domingos 81' | Windsor Park, Belfast diváci: 6 000 rozhodčí: Rune Pedersen (Norway) |

| 9. 10. 1994   |       |                                     |                                                                        |
| Lotyšsko      | 1 – 3 | Portugalsko                         | Daugavas stadions, Riga diváci: 5 400 rozhodčí: Eric Blareau (Belgium) |
| Miļevskis 87' |       | João Manuel Pinto 31', 69' Figo 70' | Daugavas stadions, Riga diváci: 5 400 rozhodčí: Eric Blareau (Belgium) |

| 12. 10. 1994       |       |                       |                                                                                        |
| Rakousko           | 1 – 2 | Severní Irsko         | Ernst Happel Stadion, Vídeň diváci: 20 000 rozhodčí: Antonio Jesús Lõpez Nieto (Spain) |
| Polster 24' (pen.) |       | Gillespie 3' Gray 36' | Ernst Happel Stadion, Vídeň diváci: 20 000 rozhodčí: Antonio Jesús Lõpez Nieto (Spain) |

| 12. 10. 1994                |       |                 |                                                                          |
| Irsko                       | 4 – 0 | Lichtenštejnsko | Lansdowne Road, Dublin diváci: 32 980 rozhodčí: Bragi Bergmann (Iceland) |
| Coyne 2', 4' Quinn 30', 82' |       |                 | Lansdowne Road, Dublin diváci: 32 980 rozhodčí: Bragi Bergmann (Iceland) |

| 13. 11. 1994 |       |          |                                                                            |
| Portugalsko  | 1 – 0 | Rakousko | Estádio da Luz, Lisabon diváci: 46 000 rozhodčí: Peter Mikkelsen (Denmark) |
| Figo 37'     |       |          | Estádio da Luz, Lisabon diváci: 46 000 rozhodčí: Peter Mikkelsen (Denmark) |

| 15. 11. 1994    |       |              |                                                                 |
| Lichtenštejnsko | 0 – 1 | Lotyšsko     | Sportpark, Eschen diváci: 1 300 rozhodčí: Piotr Werner (Poland) |
|                 |       | Babičevs 14' | Sportpark, Eschen diváci: 1 300 rozhodčí: Piotr Werner (Poland) |

| 16. 11. 1994  |       |                                                 |                                                                                 |
| Severní Irsko | 0 – 4 | Irsko                                           | Windsor Park, Belfast diváci: 10 336 rozhodčí: Serge Muhmenthaler (Switzerland) |
|               |       | Aldridge 6' Keane 11' Sheridan 38' Townsend 54' | Windsor Park, Belfast diváci: 10 336 rozhodčí: Serge Muhmenthaler (Switzerland) |

| 18. 12. 1994                                                                           |       |                 |                                                                                 |
| Portugalsko                                                                            | 8 – 0 | Lichtenštejnsko | Estádio da Luz, Lisabon diváci: 22 800 rozhodčí: Lubomír Puček (Czech Republic) |
| Domingos 2', 11' Oceano 45' João Domingos Pinto 56' Couto 72' Folha 74' Alves 75', 79' |       |                 | Estádio da Luz, Lisabon diváci: 22 800 rozhodčí: Lubomír Puček (Czech Republic) |

| 29. 3. 1995 |       |               |                                                                                  |
| Irsko       | 1 – 1 | Severní Irsko | Lansdowne Road, Dublin diváci: 32 200 rozhodčí: Mario van der Ende (Netherlands) |
| Quinn 47'   |       | Dowie 72'     | Lansdowne Road, Dublin diváci: 32 200 rozhodčí: Mario van der Ende (Netherlands) |

| 29. 3. 1995                                                 |       |          |                                                                       |
| Rakousko                                                    | 5 – 0 | Lotyšsko | Stadion Lehen, Salcburk diváci: 5 200 rozhodčí: Charles Agius (Malta) |
| Herzog 17', 59' Pfeifenberger 40' Polster 71' (pen.), 90+1' |       |          | Stadion Lehen, Salcburk diváci: 5 200 rozhodčí: Charles Agius (Malta) |

| 26. 4. 1995 |       |                  |                                                                        |
| Lotyšsko    | 0 – 1 | Severní Irsko    | Daugavas stadions, Riga diváci: 1 560 rozhodčí: Finn Lambeck (Denmark) |
|             |       | Dowie 70' (pen.) | Daugavas stadions, Riga diváci: 1 560 rozhodčí: Finn Lambeck (Denmark) |

| 26. 4. 1995                                                               |       |                 |                                                                             |
| Rakousko                                                                  | 7 – 0 | Lichtenštejnsko | Stadion Lehen, Salcburk diváci: 5 700 rozhodčí: Vasiliy Melnichuk (Ukraine) |
| Kühbauer 7' Polster 10', 54' (pen.) Sabitzer 80' Pürk 84' Hütter 87', 89' |       |                 | Stadion Lehen, Salcburk diváci: 5 700 rozhodčí: Vasiliy Melnichuk (Ukraine) |

| 26. 4. 1995          |       |             |                                                                             |
| Irsko                | 1 – 0 | Portugalsko | Lansdowne Road, Dublin diváci: 33 500 rozhodčí: Christer Fällström (Sweden) |
| Vítor Baía 44' (vl.) |       |             | Lansdowne Road, Dublin diváci: 33 500 rozhodčí: Christer Fällström (Sweden) |

| 3. 6. 1995                          |       |                 |                                                                               |
| Portugalsko                         | 3 – 2 | Lotyšsko        | Estádio das Antas, Porto diváci: 40 000 rozhodčí: Zoran Petrović (Yugoslavia) |
| Figo 5' Secretário 19' Domingos 20' |       | Rimkus 51', 85' | Estádio das Antas, Porto diváci: 40 000 rozhodčí: Zoran Petrović (Yugoslavia) |

| 3. 6. 1995      |       |       |                                                                 |
| Lichtenštejnsko | 0 – 0 | Irsko | Sportpark, Eschen diváci: 4 500 rozhodčí: Charles Agius (Malta) |
|                 |       |       | Sportpark, Eschen diváci: 4 500 rozhodčí: Charles Agius (Malta) |

| 7. 6. 1995    |       |                              |                                                                            |
| Severní Irsko | 1 – 2 | Lotyšsko                     | Windsor Park, Belfast diváci: 6 935 rozhodčí: Juan Ansuátegui Roca (Spain) |
| Dowie 44'     |       | Zeiberliņš 59' Astafjevs 62' | Windsor Park, Belfast diváci: 6 935 rozhodčí: Juan Ansuátegui Roca (Spain) |

| 11. 6. 1995  |       |                            |                                                                       |
| Irsko        | 1 – 3 | Rakousko                   | Lansdowne Road, Dublin diváci: 33 000 rozhodčí: Markus Merk (Germany) |
| Houghton 65' |       | Polster 69', 78' Ogris 72' | Lansdowne Road, Dublin diváci: 33 000 rozhodčí: Markus Merk (Germany) |

| 15. 8. 1995     |       |                                                                |                                                                     |
| Lichtenštejnsko | 0 – 7 | Portugalsko                                                    | Sportpark, Eschen diváci: 3 500 rozhodčí: Dragutin Poljak (Croatia) |
|                 |       | Domingos 25' Santos 33' Rui Costa 47', 77' Alves 67', 73', 90' | Sportpark, Eschen diváci: 3 500 rozhodčí: Dragutin Poljak (Croatia) |

| 16. 8. 1995                    |       |                         |                                                                      |
| Lotyšsko                       | 3 – 2 | Rakousko                | Daugavas stadions, Riga diváci: 2 600 rozhodčí: Ilkka Koho (Finland) |
| Rimkus 11', 59' Zeiberliņš 88' |       | Polster 68' Ramusch 78' | Daugavas stadions, Riga diváci: 2 600 rozhodčí: Ilkka Koho (Finland) |

| 3. 9. 1995   |       |               |                                                                       |
| Portugalsko  | 1 – 1 | Severní Irsko | Estádio da Luz, Lisabon diváci: 26 780 rozhodčí: Rémi Harrel (France) |
| Domingos 47' |       | Hughes 66'    | Estádio da Luz, Lisabon diváci: 26 780 rozhodčí: Rémi Harrel (France) |

| 6. 9. 1995          |       |             |                                                                           |
| Rakousko            | 3 – 1 | Irsko       | Ernst Happel Stadion, Vídeň diváci: 24 000 rozhodčí: Ahmet Çakar (Turkey) |
| Stöger 3', 64', 77' |       | McGrath 74' | Ernst Happel Stadion, Vídeň diváci: 24 000 rozhodčí: Ahmet Çakar (Turkey) |

| 6. 9. 1995     |       |                 |                                                                             |
| Lotyšsko       | 1 – 0 | Lichtenštejnsko | Daugavas stadions, Riga diváci: 3 800 rozhodčí: Tom Henning Øvrebø (Norway) |
| Zeiberliņš 83' |       |                 | Daugavas stadions, Riga diváci: 3 800 rozhodčí: Tom Henning Øvrebø (Norway) |

| 11. 10. 1995 |       |             |                                                                                |
| Rakousko     | 1 – 1 | Portugalsko | Ernst Happel Stadion, Vídeň diváci: 44 000 rozhodčí: Nikolai Levnikov (Russia) |
| Stöger 21'   |       | Santos 49'  | Ernst Happel Stadion, Vídeň diváci: 44 000 rozhodčí: Nikolai Levnikov (Russia) |

| 11. 10. 1995             |       |            |                                                                              |
| Irsko                    | 2 – 1 | Lotyšsko   | Lansdowne Road, Dublin diváci: 33 500 rozhodčí: Juan Fernández Marín (Spain) |
| Aldridge 61' (pen.), 64' |       | Rimkus 78' | Lansdowne Road, Dublin diváci: 33 500 rozhodčí: Juan Fernández Marín (Spain) |

| 11. 10. 1995    |       |                                            |                                                                   |
| Lichtenštejnsko | 0 – 4 | Severní Irsko                              | Sportpark, Eschen diváci: 1 100 rozhodčí: Ľuboš Micheľ (Slovakia) |
|                 |       | O'Neill 36' McMahon 49' Quinn 55' Gray 72' | Sportpark, Eschen diváci: 1 100 rozhodčí: Ľuboš Micheľ (Slovakia) |

| 15. 11. 1995                        |       |       |                                                                          |
| Portugalsko                         | 3 – 0 | Irsko | Estádio da Luz, Lisabon diváci: 71 766 rozhodčí: Piero Ceccarini (Italy) |
| Rui Costa 60' Hélder 74' Cadete 89' |       |       | Estádio da Luz, Lisabon diváci: 71 766 rozhodčí: Piero Ceccarini (Italy) |

| 15. 11. 1995                                          |       |                                |                                                                     |
| Severní Irsko                                         | 5 – 3 | Rakousko                       | Windsor Park, Belfast diváci: 8 451 rozhodčí: Leif Sundell (Sweden) |
| O'Neill 27', 78' Dowie 32' (pen.) Hunter 53' Gray 63' |       | Schopp 55' Stumpf 70' Wetl 81' | Windsor Park, Belfast diváci: 8 451 rozhodčí: Leif Sundell (Sweden) |